# Шмидтбергер, Альфред
А́льфред Шми́дтбергер (нем. Alfred Schmidtberger; 21 января 1930) — австрийский гребец-байдарочник, выступал за сборную Австрии на всём протяжении 1950-х годов. Участник двух летних Олимпийских игр, дважды бронзовый призёр чемпионатов мира, победитель многих регат национального и международного значения.

## Биография
Альфред Шмидтбергер родился 21 января 1930 года. Увлёкшись греблей на байдарках и каноэ, проходил подготовку в городе Линце в местном спортивном клубе EKRV Donau Linz.
Первого серьёзного успеха на взрослом международном уровне добился в 1950 году, когда попал в основной состав австрийской национальной сборной и побывал на чемпионате мира в Копенгагене, откуда привёз награду бронзового достоинства, выигранную в зачёте четырёхместных байдарок на дистанции 10000 метров — при этом его партнёрами были Отто Лакнер, Вальтер Пиман и Альфред Краммер. Благодаря череде удачных выступлений удостоился права защищать честь страны на летних Олимпийских играх 1952 года в Хельсинки — выступал в зачёте одиночных байдарок на десяти тысячах метрах, среди двадцати байдарочников пришёл к финишу девятым.
После хельсинкской Олимпиады Шмидтбергер остался в основном составе гребной команды Австрии и продолжил принимать участие в крупнейших международных регатах. Так, в 1954 году он выступил на мировом первенстве во французском Маконе и стал здесь бронзовым призёром в программе эстафеты одиночных байдарок 4 × 500 метров совместно с Максимилианом Раубом, Хербертом Видерманом и Херманом Зальцнером. Будучи одним из лидеров австрийской национальной сборной, благополучно прошёл квалификацию на Олимпийские игры 1956 года в Мельбурне — стартовал на сей раз в двойках на десяти километрах вместе с напарником Херманом Зальцнером, но занял предпоследнее одиннадцатое место. Вскоре по окончании этих соревнований принял решение завершить карьеру профессионального спортсмена, уступив место в сборной молодым австрийским гребцам.